# Katja Gabriëls
Katja Gabriëls (Dendermonde, 13 februari 1975) is een Belgisch politica voor Open Vld.

## Levensloop
Gabriëls komt uit een gezin van vier dochters. Haar vader was zelfstandig apotheker en voormalig voorzitter van SK Berlare. Zowel haar grootvader als haar oom waren burgemeester in Lede.
Gabriëls studeerde in 1997 af als licentiate in de rechten aan de Katholieke Universiteit Leuven en liep nadien drie jaar stage bij advocaat Jef Vermassen. In 2000 behaalde ze nog een graduaat in fiscaal recht aan de Fiscale Hogeschool te Brussel. Vervolgens verliet ze de balie en ging ze een jaar lang aan de slag bij het internationale consultancybureau KPMG. Nadien ging zij voor de politieke wereld werken. Ze werkte van 2001 tot 2009 op het kabinet van toenmalig Vlaams minister Dirk Van Mechelen en van 2009 tot 2014 werkte ze op het kabinet van Open Vld-vicepremiers Guy Vanhengel (2009-2011), Vincent Van Quickenborne (2011-2012) en Alexander De Croo (2012-2014).
Bij de gemeenteraadsverkiezingen van oktober 2000 stelde Gabriëls zich op aansporen van dorpsgenoot Karel De Gucht kandidaat in Berlare. Ze werd op 25-jarige leeftijd verkozen tot gemeenteraadslid. Na de gemeenteraadsverkiezingen van oktober 2006 werd zij begin 2007 waarnemend burgemeester van Berlare als vervanger van Karel De Gucht die als minister en later Eurocommissaris dit mandaat niet kon vervullen. Na de verkiezingen van oktober 2012 werd zij effectief burgemeester in de gemeente, een functie die ze nog steeds uitoefent.
Bij de federale verkiezingen van mei 2014 stond zij als eerste opvolger op de Open Vld-lijst voor de Kamer van volksvertegenwoordigers in de kieskring Oost-Vlaanderen. Toen Open Vld-volksvertegenwoordiger Alexander De Croo in oktober 2014 minister werd, volgde Gabriëls hem op in de Kamer. Bij de verkiezingen van mei 2019 en die van juni 2024 werd ze vanop de tweede plaats van de Oost-Vlaamse Open Vld-lijst herkozen als Kamerlid. In de Kamer werd Katja Gabriëls vooral actief in de commissies Justitie en Binnenlandse Zaken. Na de verkiezingen van juni 2024 werd ze aangesteld tot fractievoorzitter voor Open Vld in de Kamer. Gabriëls bekleedde deze functie tot aan de installatie van de regering-De Wever in februari 2025.

## Uitslagen verkiezingen
| Verkiezing                      | Kieskring       | Datum           | Lijst | Lijst      | Plaats op lijst | Voorkeursstemmen | Uitslag       | Partijuitslag binnen kieskring |
| ------------------------------- | --------------- | --------------- | ----- | ---------- | --------------- | ---------------- | ------------- | ------------------------------ |
| Gemeenteraadsverkiezingen       | Berlare         | 8 oktober 2000  |       | VLD        |                 |                  |               | 40,02 %                        |
| Gemeenteraadsverkiezingen       | Berlare         | 8 oktober 2006  |       | VLD-VIVANT | 4e plaats       | 1.006            | 2e plaats     | 44,91 %                        |
| Federale parlementsverkiezingen | Oost-Vlaanderen | 13 juni 2010    |       | Open Vld   | 6e plaats       | 8.936            | niet verkozen | 17,40 %                        |
| Gemeenteraadsverkiezingen       | Berlare         | 14 oktober 2012 |       | Open Vld   | 1e plaats       | 3.165            | 1e titularis  | 49,2 %                         |
| Federale parlementsverkiezingen | Oost-Vlaanderen | 25 mei 2014     |       | Open Vld   | 1e opvolger     | 9.833            | 1e opvolger   | 18,12 %                        |
| Gemeenteraadsverkiezingen       | Berlare         | 14 oktober 2018 |       | Open Vld   | 1e plaats       | 1.876            | 1e titularis  | 38,6 %                         |
| Federale parlementsverkiezingen | Oost-Vlaanderen | 26 mei 2019     |       | Open Vld   | 2e plaats       | 12.990           | 2e titularis  | 17,85 %                        |
| Federale parlementsverkiezingen | Oost-Vlaanderen | 9 juni 2024     |       | Open Vld   | 2e plaats       | 8.458            | 2e titularis  | 11,48 %                        |
| Gemeenteraadsverkiezingen       | Berlare         | 13 oktober 2024 |       | Open Vld   | 1e plaats       | 1.812            | 1e titularis  | 42,6 %                         |